# Chang’an-Straße

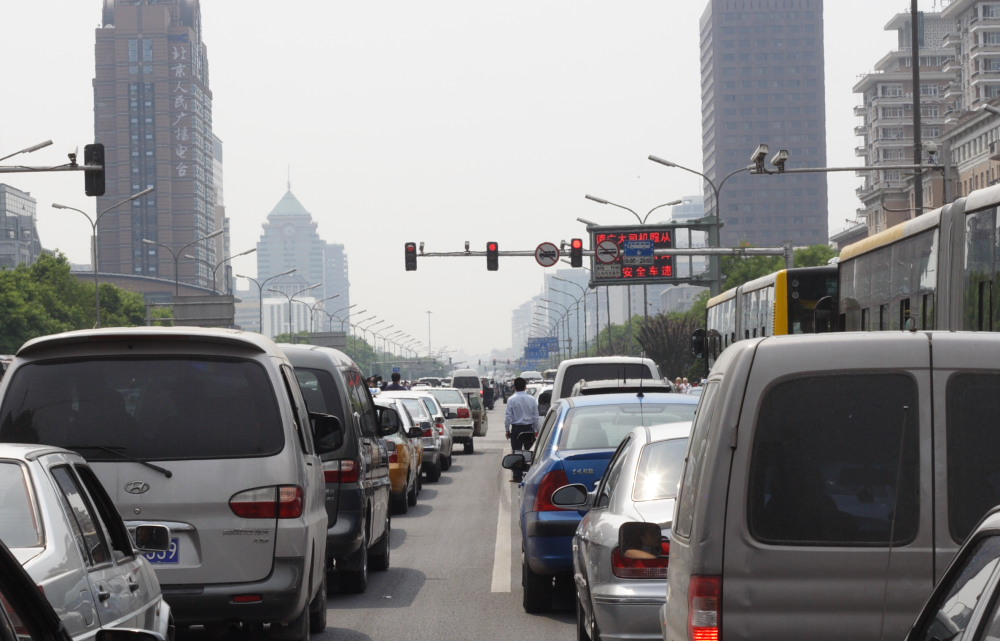
Stau auf der Chang'an Avenue

Die Chang’an-Straße (chinesisch 長安街, Pinyin Cháng'ān Jiē) ist eine Hauptstraße der chinesischen Hauptstadt Peking.

## Geschichte

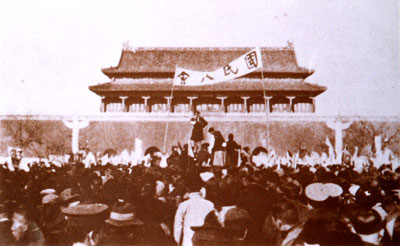
Bewegung des vierten Mai

Der Name Chang’an leitet sich von Chang’an, dem heutigen Xi’an ab, einer der historischen Hauptstädte Chinas.
Durch diese Straße führte die große Begräbnisprozession für Zhou Enlai, hier finden Militärparaden statt, hier manifestierten sich auch die Bewegung des vierten Mai (1919) und die Proteste vom Juni 1989.

## Bauwerke
Die 2009 auf zehn Fahrspuren verbreiterte Straße führt direkt am Tian’anmen-Platz vorbei. Wichtige Gebäude entlang dieser Ost-West-Achse sind die Große Halle des Volkes,  mehrere Regierungsgebäude, das Chinesische Nationalmuseum, das Zentrum für darstellende Kunst, die Konzerthalle Peking und die Zentrale der Chinesischen Volksbank. Die Einkaufsstraße Wangfujing (heute eine Fußgängerzone) zweigt von dort nach Norden ab. Auch der Zhongnanhai-Park westlich des Kaiserplasts, wo die Führer von Staat und Partei leben, liegt an der Chang’an-Straße.

## Bildergalerie

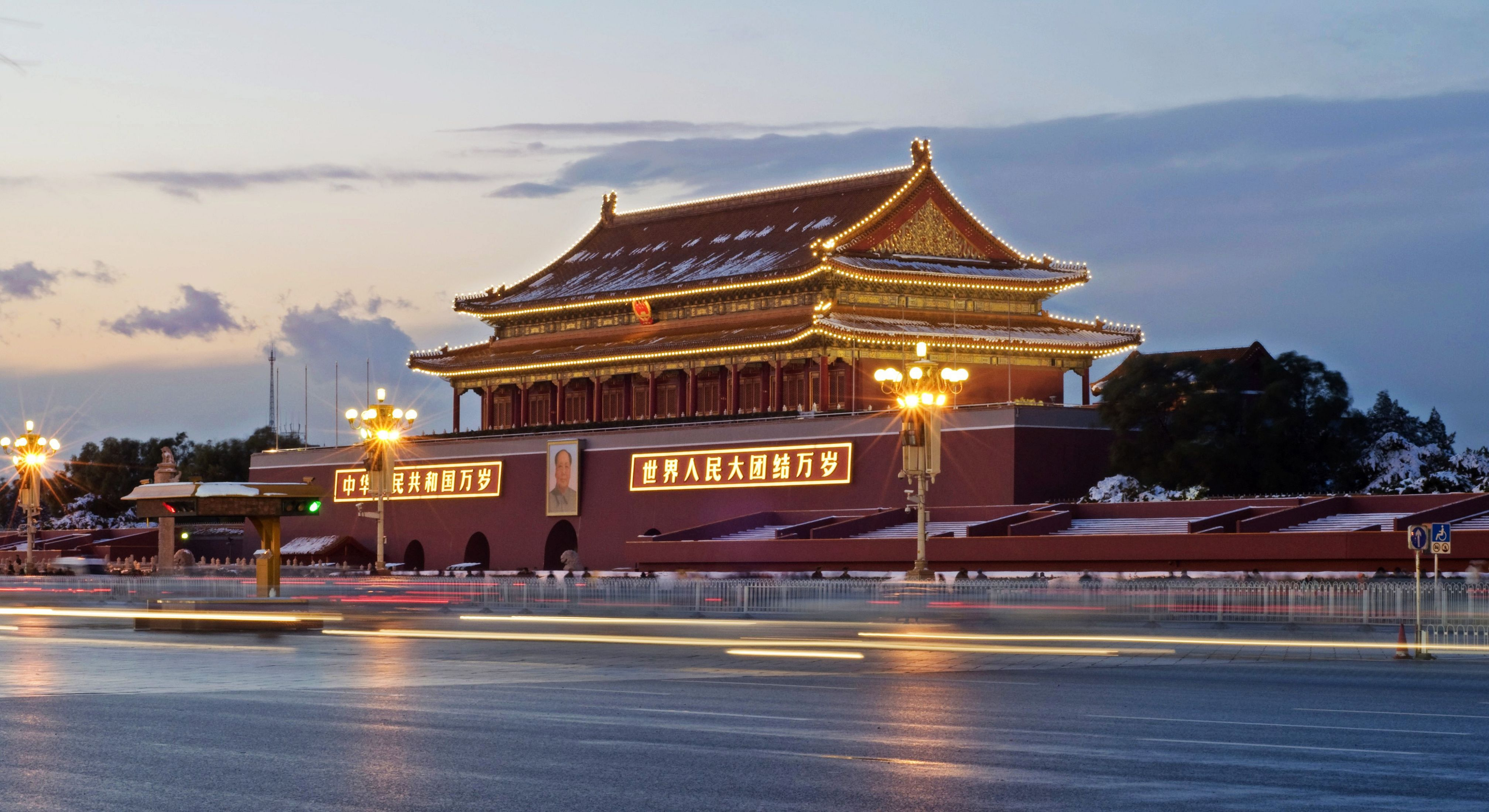
Tor des Himmlischen Friedens
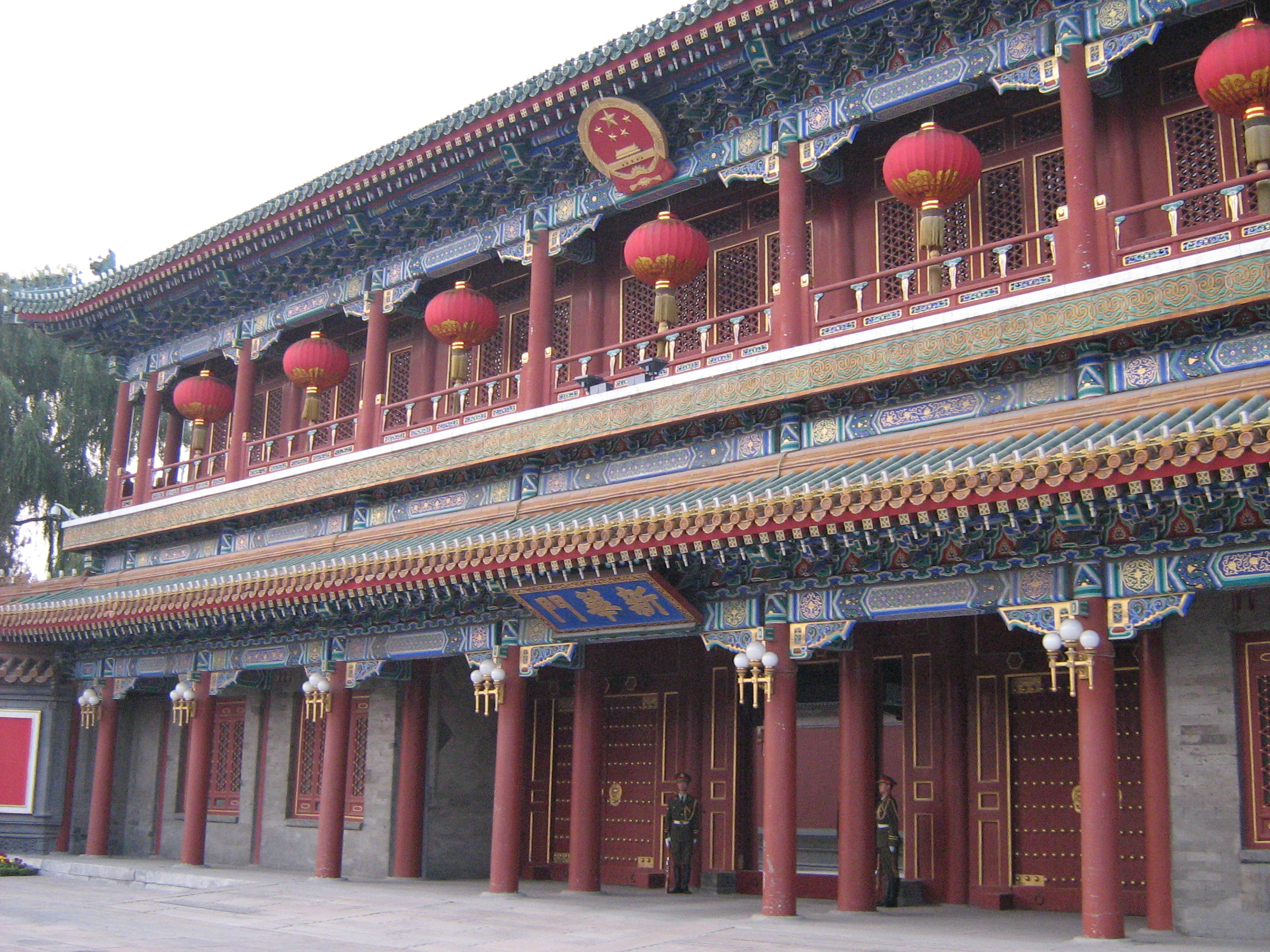
Zhongnanhai
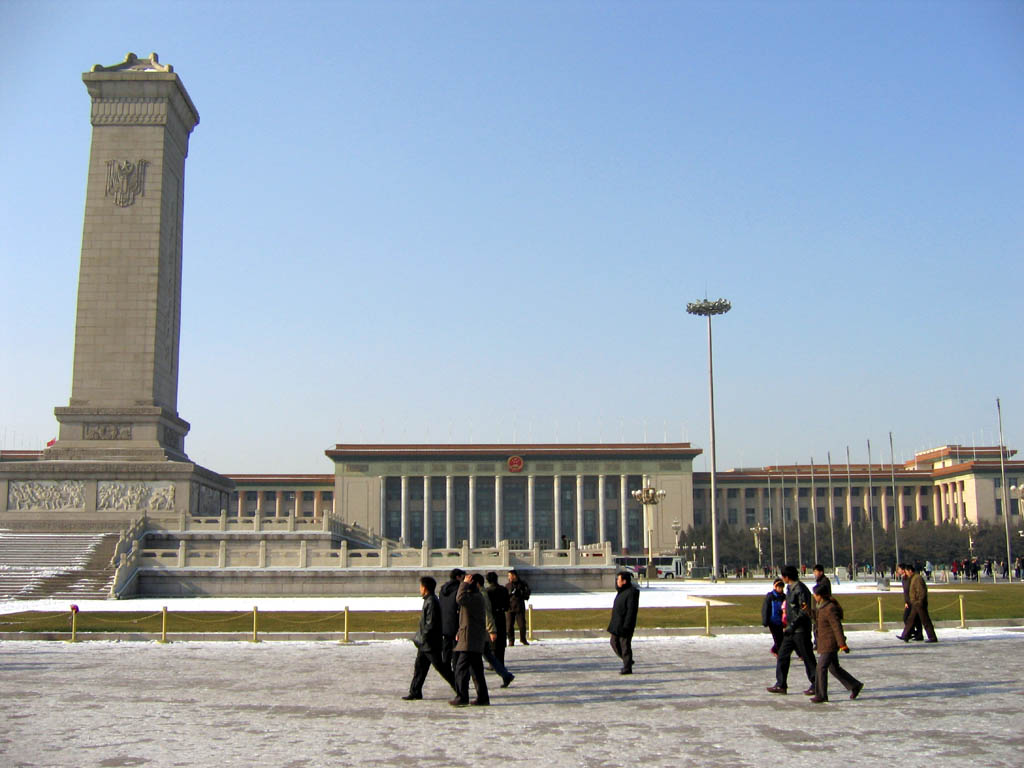
Große Halle des Volkes
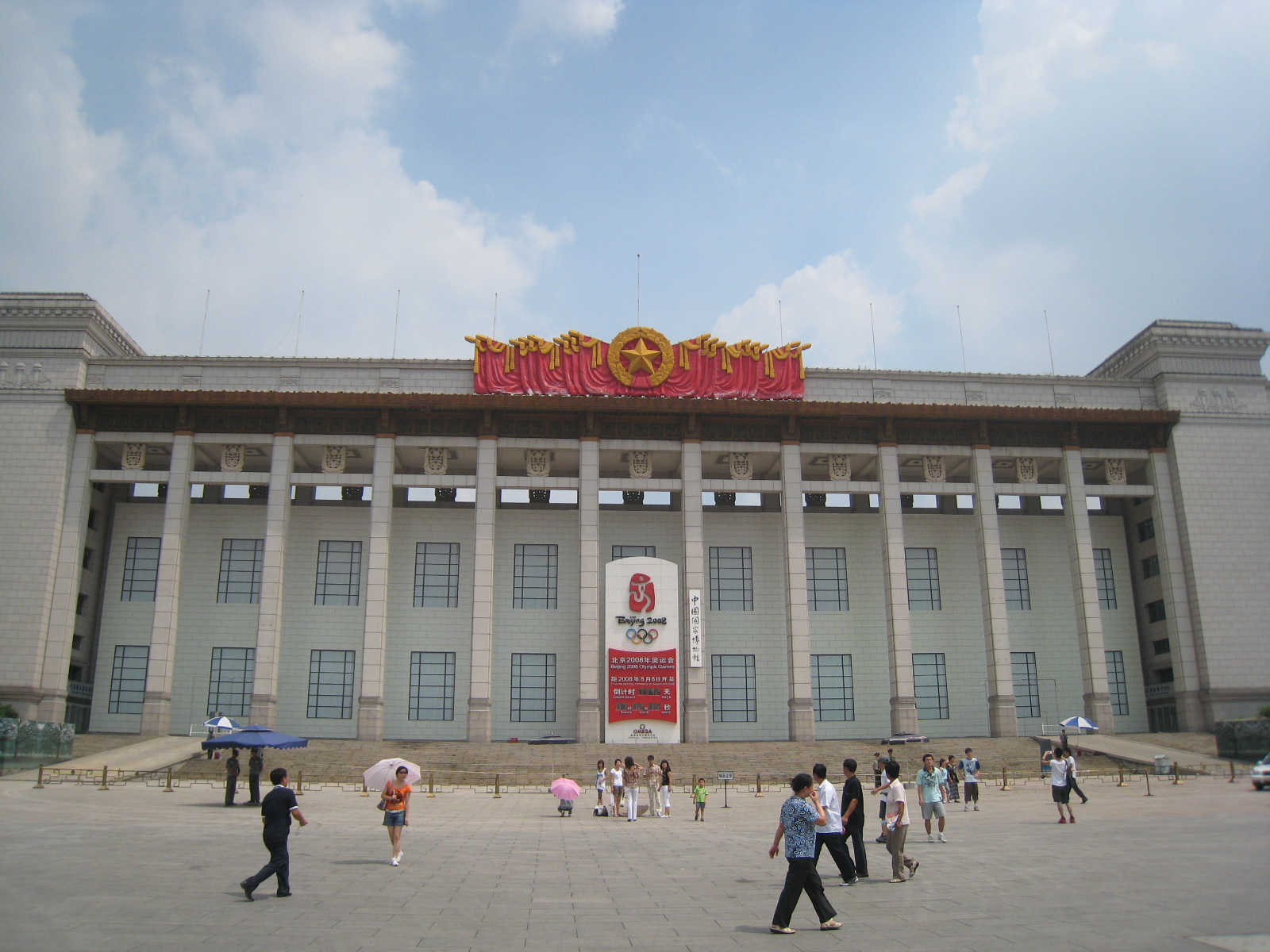
Chinesisches Nationalmuseum
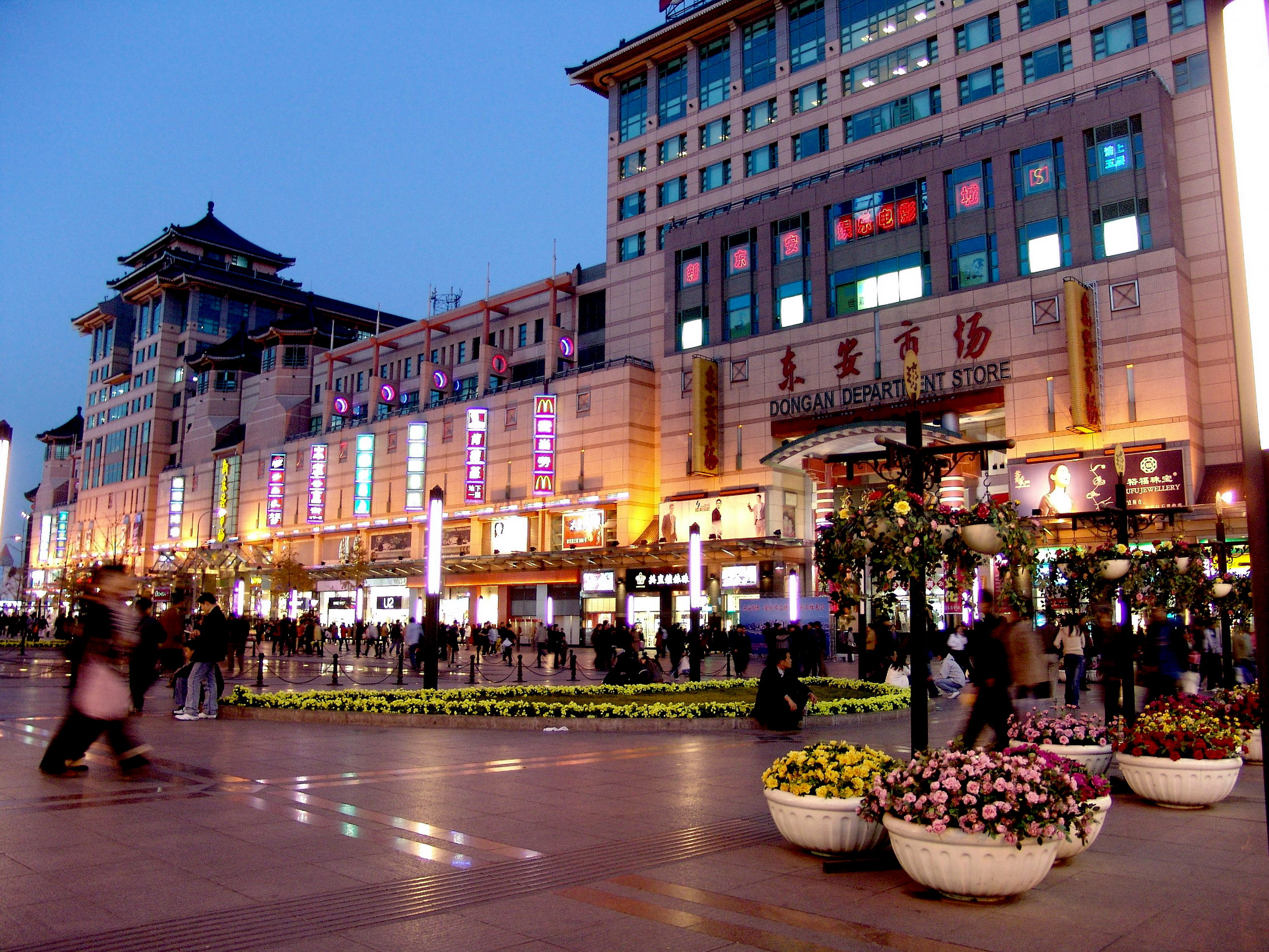
Wangfujing
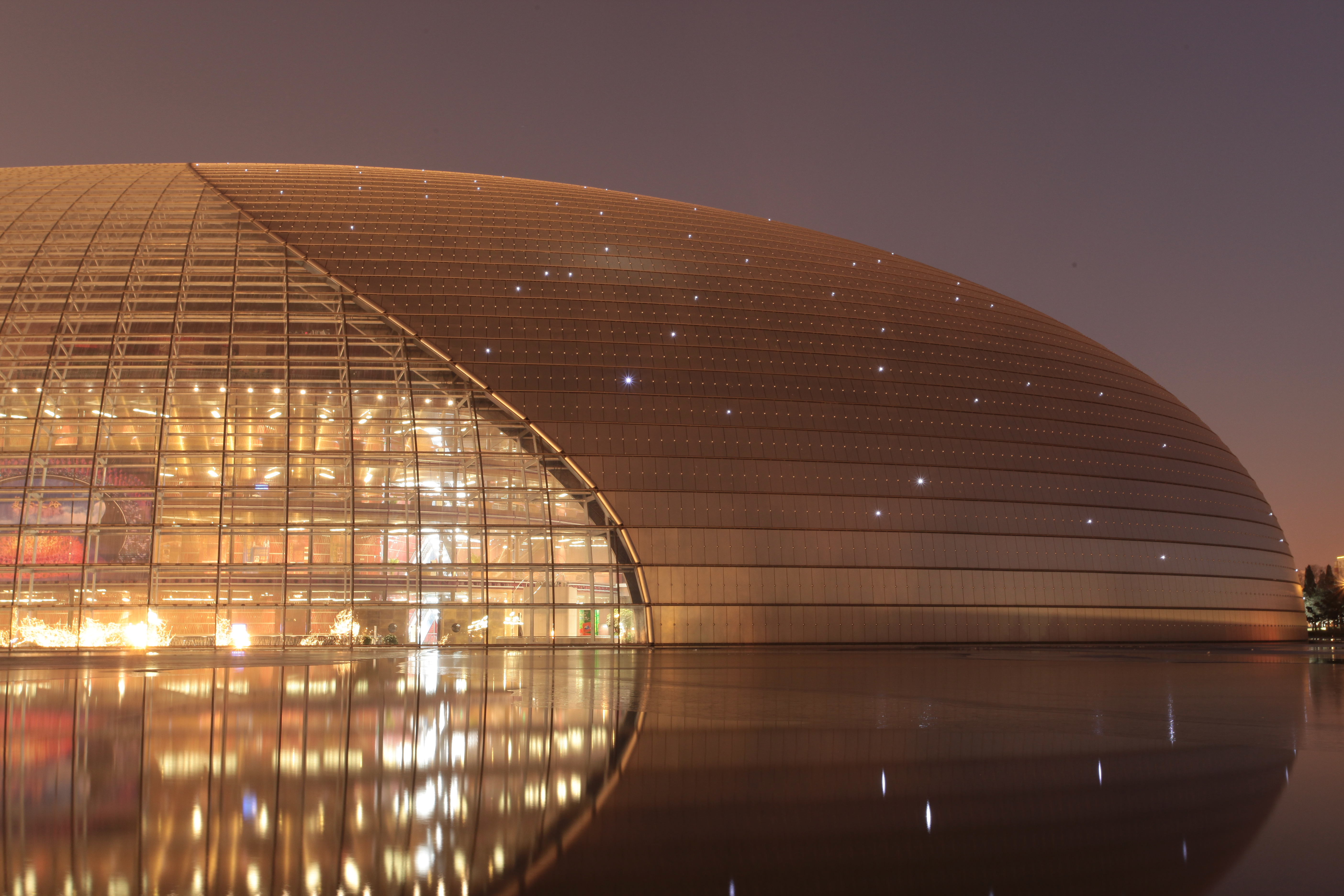
Nationales Zentrum für Darstellende Künste
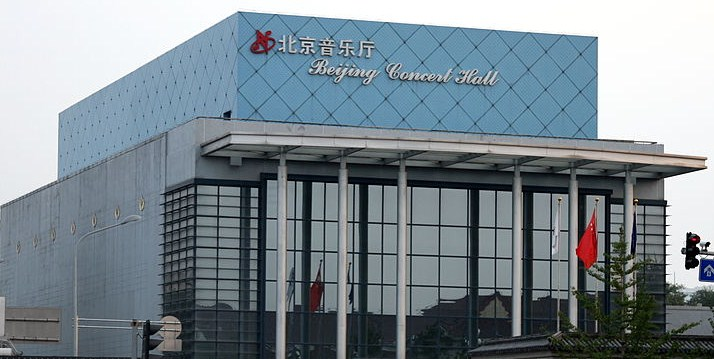
Konzerthalle Peking
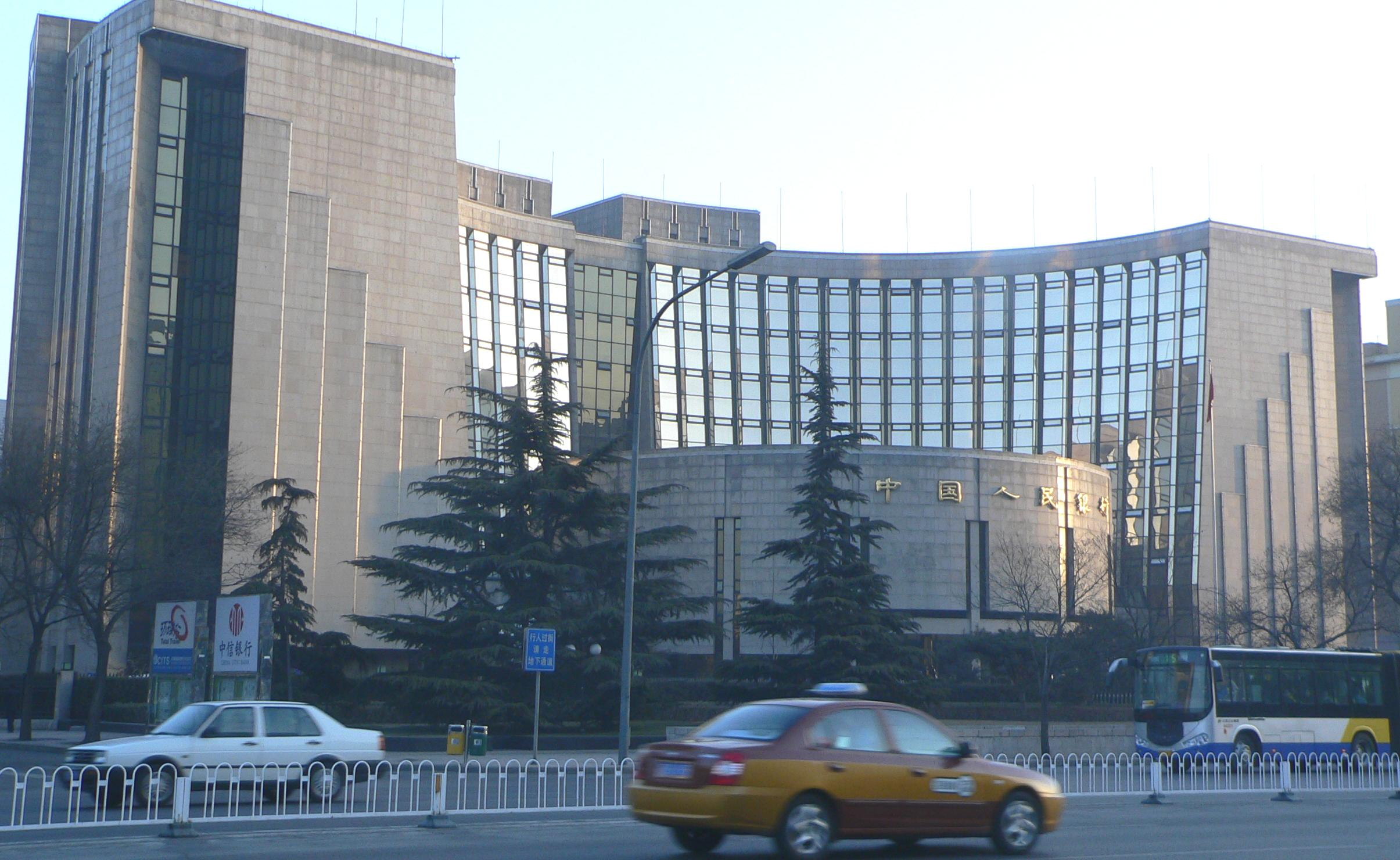
Chinesische Volksbank
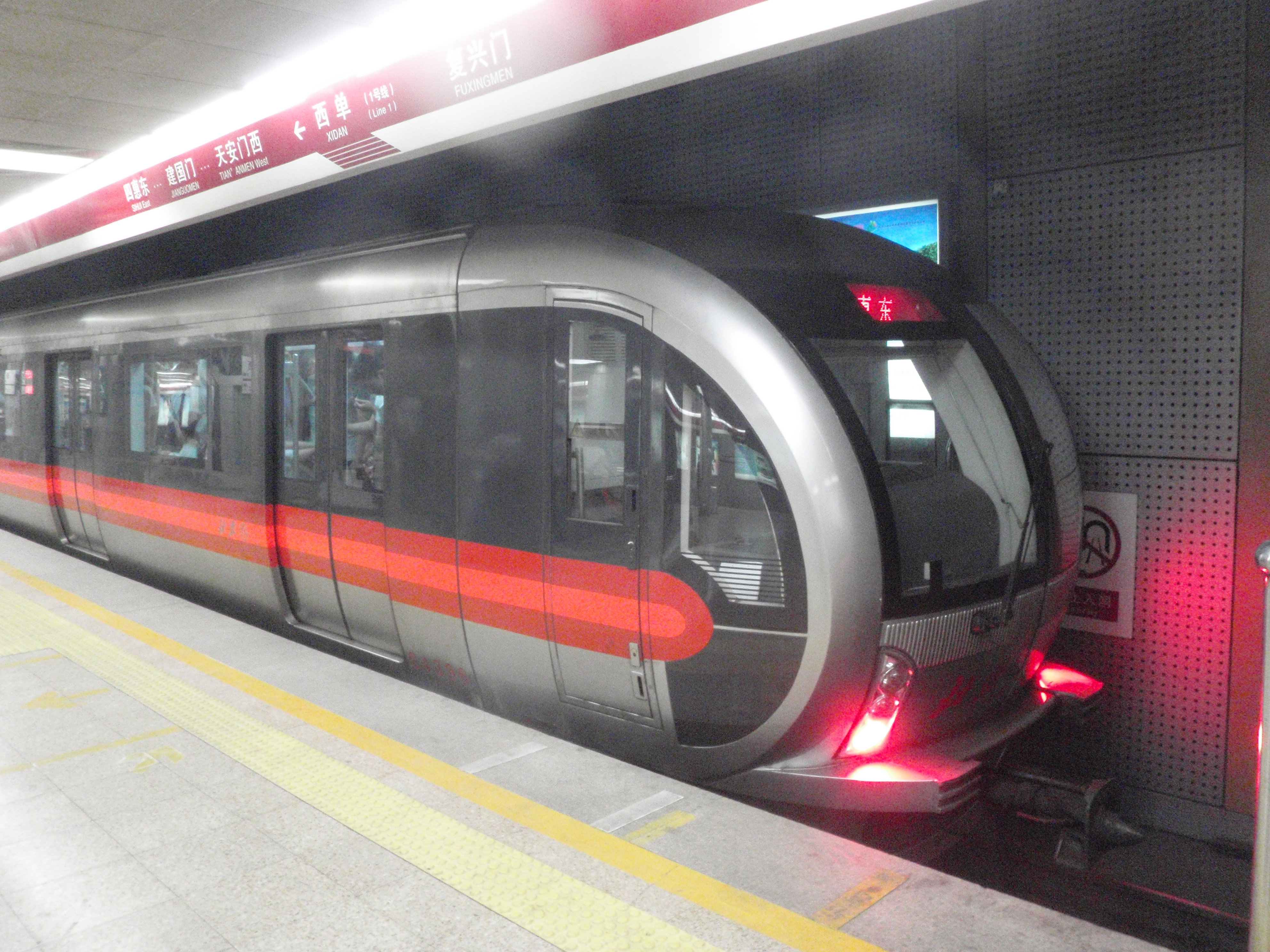
U-Bahn unterhalb der Chang’an-Straße